# 34.ª Divisão de Infantaria (Alemanha)
A 34ª Divisão de infantaria (em alemão:34. Infanterie-Division) foi uma unidade militar que serviu no Exército alemão durante a Segunda Guerra Mundial.

## Comandantes
| Comandante                                | Data                                          |
| ----------------------------------------- | --------------------------------------------- |
| Generalleutnant Erich Lüdke               | 1 de abril de 1936 - 1 de outubro de 1937     |
| Generalmajor Max von Viebahn              | 1 de outubro de 1937 - 1 de março de 1938     |
| Generalleutnant Friedrich Bremer          | 1 de março de 1938 - 1 de abril de 1939       |
| General der Artillerie Hans Behlendorff   | 19 de julho de 1939 - 10 de maio de 1940      |
| Generalleutnant Werner Sanne              | 11 de maio de 1940 - 1 de novembro de 1940    |
| General der Artillerie Hans Behlendorff   | 1 de novembro de 1940 - 18 de outubro de 1941 |
| Generalleutnant Friedrich Fürst           | 18 de outubro de 1941 - 5 de setembro de 1942 |
| Generalleutnant Theodor Scherer           | 5 de setembro de 1942 - 2 de novembro de 1942 |
| General der Infanterie Friedrich Hochbaum | 2 de novembro de 1942 - 31 de maio de 1944    |
| Generalleutnant Theobald Lieb             | 31 de maio de 1944 - ? 1945                   |
| Oberst Ferdinand Hippel                   | ? 1945 - ? 1945                               |

## Área de operações
| Frente Ocidental               | setembro de 1939 - de maio de 1940 |
| França                         | maio de 1940 - de junho de 1941    |
| Frente Oriental, setor central | junho de 1941 - de julho de 1944   |
| Itália                         | julho de 1944 - maio de 1945       |